# 30 Degrees In February
30 Degrees in February (em Sueco: 30° i februari) é uma série de televisão sueca exibida originalmente na rede SVT e distribuída internacionalmente pela Beta Film. A série foi criada por Anders Weidemann e produzida por Håkan Hammarén. A primeira temporada estreou em 6 de fevereiro de 2012 e a segunda temporada estreou em 1 de fevereiro de 2016 e foi produzida pela  Anagram Production em coprodução com SVT e Film i Vast.
A série foi exibida como parte de um longa-metragem do Festival de Cinema de Gotemburgo de 2016 para destacar a crescente popularidade das séries de televisão escandinavas no exterior. A primeira temporada ganhou o prêmio Kristallen de melhor série dramática em 2012. Também recebeu uma indicação ao prêmio Emmy em 2013 na categoria Melhor Atriz, para Lotta Tejle, que interpreta Majlis.

## Elenco
- Kjell Bergqvist ...Bengt[3]
- Lotta Tejle ...Majlis
- Maria Lundqvist ...Kajsa
- Hanna Ardéhn ...Joy
- Viola Weidemann ...Wilda
- Thomas Chaanhing ...Chan
- Sanong Sudla ...Pong
- Kjell Wilhelmsen ...Glenn
- DoungJai "Phiao" Hiransri ...Oh
- Sumontha "Joom" Sounpoirarat ...Dit
- Björn Bengtsson ...Bengt Jr
- Torkel Petersson ...Johnny
- Rebecka Hemse ...Sara
- Björn Kjellman ...Anders
- Linus Wahlgren ...Johnny
- Namfon Phetsut ...Teng